# Gūleh Gūleh
Gūleh Gūleh (persiska: گوله گوله) är en ort i Iran.   Den ligger i provinsen Västazarbaijan, i den nordvästra delen av landet, 400 km väster om huvudstaden Teheran. Gūleh Gūleh ligger 2 132 meter över havet och antalet invånare är 182.
Terrängen runt Gūleh Gūleh är lite bergig.Runt Gūleh Gūleh är det ganska tätbefolkat, med 78 invånare per kvadratkilometer. Närmaste större samhälle är Cherāgh Tappeh-ye Soflá, 2,6 km väster om Gūleh Gūleh. Trakten runt Gūleh Gūleh består i huvudsak av gräsmarker.